# Pedro Martínez (Granada)
Pedro Martínez es un municipio español de la provincia de Granada, comunidad autónoma de Andalucía. Pertenece a la comarca de Los Montes, en la demarcación judicial de Guadix.

## Geografía
El término municipal tiene una extensión de 136,87 km². Su núcleo de población, situado a 1035 m de altitud sobre el nivel del mar, se ubica en una planicie dominada por el cerro Mencal. Pedro Martínez limita al norte con los términos municipales de Alamedilla y Alicún de Ortega; al sur con Huélago y Fonelas; al este con Dehesas de Guadix y Villanueva de las Torres, y al oeste con Gobernador y Morelábor.

## Historia
En el contexto de la Reconquista se encuentra en la frontera norte del reino Nazarí. La torre de Mencal forma parte del sistema de la retaguardia. Se trata de un conjunto de atalayas y castillos defensivos: Torre del Molino, Torrecilla, castillo de Alicún, el castillo de Montejícar y el castillo de Píñar. Según el documento de la Biblioteca Nacional de mediados del siglo XVIII Vecindades de Andalucía, para esa época Pedro Martínez era villa de realengo y contaba con una población de 206 habitantes. Entre 1843 y 1857 se anexó Uleilas Bajas al municipio de Pedro Martínez.

## Naturaleza

### Geoparque de Granada
Se encuentra dentro del Geoparque de Granada que engloba el área del Altiplano semiárido del sudeste peninsular.
- Serie Eoceno Oligoceno de Fuente Caldera
- Inselberg de Cerro Mencal
- Yacimiento paleontológico de Mencal-9
- Sima del tajo de Mencal

## Demografía
Pedro Martínez cuenta con una población de 1147 habitantes (INE 2024).
| Gráfica de evolución demográfica de Pedro Martínez entre 1842 y 2021                                                |
| |
| Población de derecho según los censos de población del INE Población de hecho según los censos de población del INE |

## Economía

### Evolución de la deuda viva municipal
| Gráfica de evolución de Deuda viva del Ayuntamiento de Pedro Martínez entre 2008 y 2019                                |
| |
| Deuda viva del Ayuntamiento de Pedro Martínez en miles de Euros según datos del Ministerio de Hacienda y Ad. Públicas. |

## Administración y política
| Elecciones Municipales - Pedro Martínez (2023) | Elecciones Municipales - Pedro Martínez (2023) | Elecciones Municipales - Pedro Martínez (2023) | Elecciones Municipales - Pedro Martínez (2023) | Elecciones Municipales - Pedro Martínez (2023) |
| Partido político                               | Partido político                               | Votos                                          | Votos                                          | Concejales                                     |
| ---------------------------------------------- | ---------------------------------------------- | ---------------------------------------------- | ---------------------------------------------- | ---------------------------------------------- |
|                                                | Partido Socialista Obrero Español (PSOE)       | 584                                            | 83,19 %                                        | 8                                              |
|                                                | Partido Popular (PP)                           | 109                                            | 15,52 %                                        | 1                                              |